# Ferécides de Atenes
Ferécides de Atenas (griego antiguo: Φερεκύδης ὁ Ἀθηναῖος, latín: Pherecides), también llamado Ferécides de Leros (griego antiguo: Φερεκύδης ο Λέριος) fue uno de los más famosos logógrafos y un gran historiador de la antigüedad, así como investigador de genealogía y mitógrafo. Después de Hecateo de Mileto, fue uno de los primeros historiadores y prosistas griegos conocidos. La Suda es quién lo nombra cómo Ferécides de Leros, ya que nació en la isla griega de Leros, aunque pasó la mayor parte de su vida en Atenas. 

## Vida
Ferécides de Atenas nació en la isla de Leros alrededor del 460-450 (la Suda lo sitúa antes de la 75ª Olimpiada, es decir hacia el 480 a. C., pero Eusebi y el Cronicón Pascual a la 81ª Olimpiada, el 456 a. C., e Isidoro el 460 a. C., en todo caso, vivió en la primera mitad del siglo V a. C.).  Fue contemporáneo de Herodoto y Helánico de Lesbos. Luciano de Samosata lo cita como uno de los ejemplos de longevidad y dice que vivió hasta los 85 años.
Su obra principal, conocida por muchas escuelas y especialmente gracias al Pseudo-Apolodoro, que a menudo lo utilizó como fuente para sus textos, es la Historiai en diez volúmenes, escrita en el siglo V a. C. en primer lugar. Esta obra ha recibido diversos títulos debido a su variado contenido. Solía llamarse Historia (Ἱστορίαι), Autóctonas (Αὐτόχθονες) y también Arqueología (Ἀρχαιολογίαι) (que significa "cosas antiguas"). El tema de cada libro se puede entender a partir de los numerosos pasajes conocidos. Comenzó con una "Teogonía" sobre el origen de los dioses , pero luego habló de los héroes y sus familias, quizás ajustando los mitos según el momento. Esta obra fue escrita en dialecto jónico para honrar a los antepasados de las antiguas familias del Ática que vivieron en tiempos prehistóricos. Ferécides solía corregir los mitos no para racionalizarlos, sino para adaptarlos a las creencias populares de su época. Por esta razón, FErécides no puede compararse con un mitógrafo más antiguo, Hecateo, cuyas genealogías eran más críticas y escépticas.
La obra de Ferécides incluyó genealogías del Ática desde la época de los héroes (incluidos Aquiles y Ayax) hasta los contemporáneos del autor. Intentó sistematizar el mundo de los dioses y los héroes. Aunque Ferécides se ocupó principalmente de la mitografía, su trabajo también fue importante en el desarrollo de la historiografía , ya que vinculaba estas descripciones a personajes y acontecimientos históricos. De esta manera, la mitología y la historia se combinaron en una sola narrativa. Hoy en día, la obra se encuentra perdida salvo una gran cantidad de fragmentos. La presentación del trabajo fue modesta. A juzgar por todo, Ferécides no intentó crear una mitología "racionalmente adaptada", sino que, por ejemplo, presentó el tema de Jason y los argonautas en forma de narrativa. Señaló la "influencia de los dioses celosos" en las decisiones tomadas por héroes y personas como un elemento histórico clave y, por extensión, la elección humana (aunque influenciada y guiada por los dioses), que era una novedad en ese momento, en comparación con las nociones de que la historia estaba totalmente controlada por los dioses. Según la clasificación antigua, a Ferécides no se le puede llamar historiador en el sentido literal de la palabra. Pero debido a la cobertura antes mencionada de acontecimientos desde la prehistoria hasta su vida, tradicionalmente se le ha considerado un historiador. Ferécides redactó varios catastros, entre los que destaca especialmente el dedicado a las Híades , ya que fue el primero en explicar mitológicamente esta constelación.

## Obras
La Suda también da otra lista de sus obras, algunas de las cuales se atribuyen a Ferécides de Leros y otras a Ferécides de Atenas, a quienes considera erróneamente dos autores distintos. Menciona que hubo autores que consideraban a Ferécides un coleccionista de escritos órficos, confundiéndolo con Ferécides de Siros. Según la Suda, sus obras se denominaron:
- Παραινέσεις δι᾽ἐπῶν (Parainéseis di᾽ epṓn, "Exhortación a través de la palabra"), pero probablemente no es suya.
- Περὶ Λέρου (Perí Léru, "Sobre la isla de Leros")
- Περὶ ̓Ἰφιγενείας, (Perí Iphigenéias, "Sobre Ifigenia")
- Περὶ τῶν Διονύσου ἑορτῶν (Perí tṓn Dionýsou heortṓn, "Sobre los festivales de Dioniso")

Ninguna de estas obras ha sobrevivido hasta nuestros días.